# Hunter Cattoor
Pour les articles homonymes, voir Hunter.
Hunter Cattoor, né le 17 novembre 2000 à Orlando, en Floride, est un joueur américain de basket-ball évoluant au poste d'arrière pour le BCM Gravelines-Dunkerque en première division française. Il mesure 1,91 m.

## Biographie

### Carrière universitaire
Entre 2019 et 2024, il joue pour les Hokies de Virginia Tech à l'Institut polytechnique et université d'État de Virginie.

### Carrière professionnelle

#### BCM Gravelines-Dunkerque (depuis 2024)
Le 27 juin 2024, automatiquement éligible à la draft 2024 de la NBA, il n'est pas sélectionné.
Le 4 juillet 2024, il signe son premier contrat professionnel avec l'équipe française du BCM Gravelines-Dunkerque.

## Palmarès

### Universitaire
- ACC Tournament MVP (2022)
- ACC All-Tournament First Team (2022)

## Statistiques

### Universitaires
| Saison    | Équipe        | Matchs | Titul. | Min./m | % Tir | % 3pts | % LF | Rbds/m. | Pass/m. | Int/m. | Ctr/m. | Pts/m. |
| --------- | ------------- | ------ | ------ | ------ | ----- | ------ | ---- | ------- | ------- | ------ | ------ | ------ |
| 2019-2020 | Virginia Tech | 31     | 3      | 20,3   | 41,8  | 40,2   | 63,6 | 2,48    | 1,13    | 1,00   | 0,13   | 6,55   |
| 2020-2021 | Virginia Tech | 22     | 2      | 22,3   | 45,6  | 43,3   | 79,1 | 1,86    | 1,36    | 0,91   | 0,50   | 8,50   |
| 2021-2022 | Virginia Tech | 36     | 36     | 32,8   | 43,5  | 41,7   | 72,0 | 3,97    | 2,03    | 1,08   | 0,17   | 10,03  |
| 2022-2023 | Virginia Tech | 30     | 30     | 34,2   | 43,0  | 42,4   | 76,5 | 3,73    | 2,37    | 1,00   | 0,13   | 10,83  |
| 2023-2024 | Virginia Tech | 33     | 33     | 33,1   | 44,9  | 40,5   | 89,3 | 2,76    | 2,92    | 1,94   | 0,15   | 13,55  |
| Carrière  | Carrière      | 152    | 104    | 29,1   | 43,8  | 41,5   | 80,2 | 3,05    | 1,80    | 0,99   | 0,20   | 10,02  |